# Armando Vieira
Armando Vieira ( São Paulo, 11 de abril de 1925) foi um tenista brasileiro que defendeu o Brasil durante a Copa Davis nos anos 50.
O melhor resultado foi alcançar as quartas de Wimbledon em 1951. Em junho de 1951, ele ganhou o título no Campeonato Internacional Holandês, depois de derrotar Felicisimo Ampon em três sets.
Na Copa Davis competiu pelo Brasil nos anos de 1951, 1952, 1954, 1956 e 1957, conquistando 13 vitórias e 11 derrotas.
Em 1956, ele se mudou para a Flórida e se tornou professor de tênis em 1958.